# Adamas Gołodiec
Adamas Sołomonowicz Gołodiec, ros. Адамас Соломонович Голодец (ur. 23 sierpnia 1933 w Moskwie, Rosyjska FSRR; zm. 7 kwietnia 2006 w Moskwie, Rosja) – rosyjski piłkarz pochodzenia żydowskiego, grający na pozycji napastnika, trener piłkarski.

## Kariera piłkarska

### Kariera klubowa
Wychowanek klubu Dinamo Moskwa, w barwach którego w 1953 rozpoczął karierę piłkarską. W 1958 zasilił skład Dynama Kijów. W 1960 przeszedł do Nieftianik Baku, w którym zakończył karierę piłkarską w roku 1964.

## Kariera trenerska
W 1965 ukończył Azerbejdżański Państwowy Instytut Kultury Fizycznej. W 1965 pomagał trenować Nieftianik Baku. W 1966 wrócił do Moskwy, gdzie pracował jako asystent trenera w Lokomotiwie Moskwa. W 1968 został zaproszony do sztabu szkoleniowego Dynama Moskwa, gdzie trenował drużyny różnych kategorii wiekowych. W latach 1973–1976, i w 1979 roku trenował juniorów Szkole Sportowej Dinamo Moskwa, a w latach 1983–1985 jej dyrektorem. Od 1989 do marca 1991 prowadził drugą drużynę Dinamo-2. Od 19 września do końca 1993 roku pełnił obowiązki głównego trenera Dinamo Moskwa. 9 września 1995 ponownie stał na czele Dinama, którym kierował do 12 czerwca 1998. Potem pracował jako kierownik działu szkolenia Szkoły Sportowej Dinamo im. Lwa Jaszyna.
7 kwietnia 2006 roku zmarł na atak serca w szpitalu w Moskwie w wieku 72 lat.

## Sukcesy i odznaczenia

### Sukcesy klubowe
Dinamo Moskwa
- półfinalista Pucharu ZSRR: 1955

### Sukcesy trenerskie
Dinamo Moskwa
- brązowy medalista mistrzostw Rosji: 1997
- finalista Pucharu Rosji: 1997

### Sukcesy indywidualne
- król strzelców Dynama Kijów w sezonach: 1958 (10 bramek), 1959 (6 bramek)

### Odznaczenia
- tytuł Mistrza Sportu ZSRR
- tytuł Zasłużonego Trenera Sportu Rosyjskiej FSRR: 1989
- Order Przyjaźni: 1998